# WM-20
WM20シリーズは、オランダのシグナール（現在のタレス・ネーデルラント）社が開発した艦載用の射撃指揮装置（FCS）。

## 来歴
1950年代、シグナール社は戦後第1世代のFCSとして、ボフォース 152mm砲用のM1、ボフォースMk.1 57mm砲用のM2、ボフォース 40mm機関砲用のM4を開発した。M1・2はSバンドで動作し、送信機の送信尖頭電力は400キロワット、パルス幅は0.5マイクロ秒、パルス繰返数は1,000 ppsで、アンテナとしては円形のパラボラアンテナを用いた。一方、M4はXバンドで動作し、特徴的な形のパラボロイドアンテナを用いた。
これに続いて開発されたM40シリーズでは、周波数はXバンド、またアンテナはエンクローズされたパラボラアンテナとなった。アンテナはロール方向およびピッチ方向に安定化されており、空中目標に対してはコニカルパターン、水上目標に対しては楕円パターンでのスキャンを行った。射撃計算およびレーダー情報処理のためにはSMRデジタルコンピュータが用いられていた。M44はシーキャット個艦防空ミサイル、M45は砲熕兵器を管制するために用いられる。
そして1950年代後半、これらの後継機として開発されたのがM20シリーズであり、1961年のドイツ海軍のツォーベル級魚雷艇の就役とともに装備化された。これはプログラム固定式のコンピュータを使用していたが、後にプログラム差し替え可能なコンピュータを用いたモデルも登場し、こちらはWM20シリーズと称された。WM20シリーズのローンチカスタマーはノルウェー海軍で、1970年にストルム級ミサイル艇にWM26を搭載して装備化した。

## 設計
M20/WM20シリーズのレーダー送信機としては、M40シリーズと同系列のものが用いられた。送信尖頭電力も同じく180キロワットが標準だったが、WM25では1 MWの交差電力増幅管 (CFA) を用いて200キロワットまで増強した。
M20/WM20シリーズの特徴として、追尾レーダーと送信機を共用する捕捉レーダーを導入した点がある。これらは特徴的な卵型のレドームに収容されており、上側に空中目標追尾用のカセグレンアンテナ、下側に捕捉用の変形パラボロイドアンテナが設置された。ビーム幅は、捕捉用アンテナでは1.5×7.0度（後に7.7度）、追尾用アンテナでは2.4度であった。捕捉用アンテナは毎分60回転の高速で旋回しており、水上目標の追尾はこれを用いた捜索中追尾（TWS）として行われた。
レーダー性能はタイプによって異なるが、一般に、捕捉レーダーは水平距離にして16–17 nmi (30–31 km)、また高度7,600メートルまでの目標を探知できる。レーダー反射断面積（RCS）2平方メートルの目標であれば、距離30,500 yd (27,900 m)で探知、29,000 yd (27,000 m)で捕捉可能とされる。一方、追尾レーダーは約15.5海里（29km）までの範囲をカバーすることが可能であり、RCS 1平方メートルの空中目標なら最大速度900 m/s (1,700 kn)まで、また同程度の水上目標なら最大速度34–55 m/s (66–107 kn)まで対応可能である。また別体の追尾レーダーとしてSTIRを連接して用いることもできる。

### 各タイプ概要
M20
空中目標1個と水上目標3個を追尾し、空中目標と水上目標各1個について砲熕兵器で交戦しつつ、魚雷2本を管制する能力を有する。
WM20
基本的にはM20と同様の交戦能力を有するが、必要に応じて更に1個の水上目標と砲熕兵器で交戦する能力を付与することができる。オペレータ3名または4名が配置される。

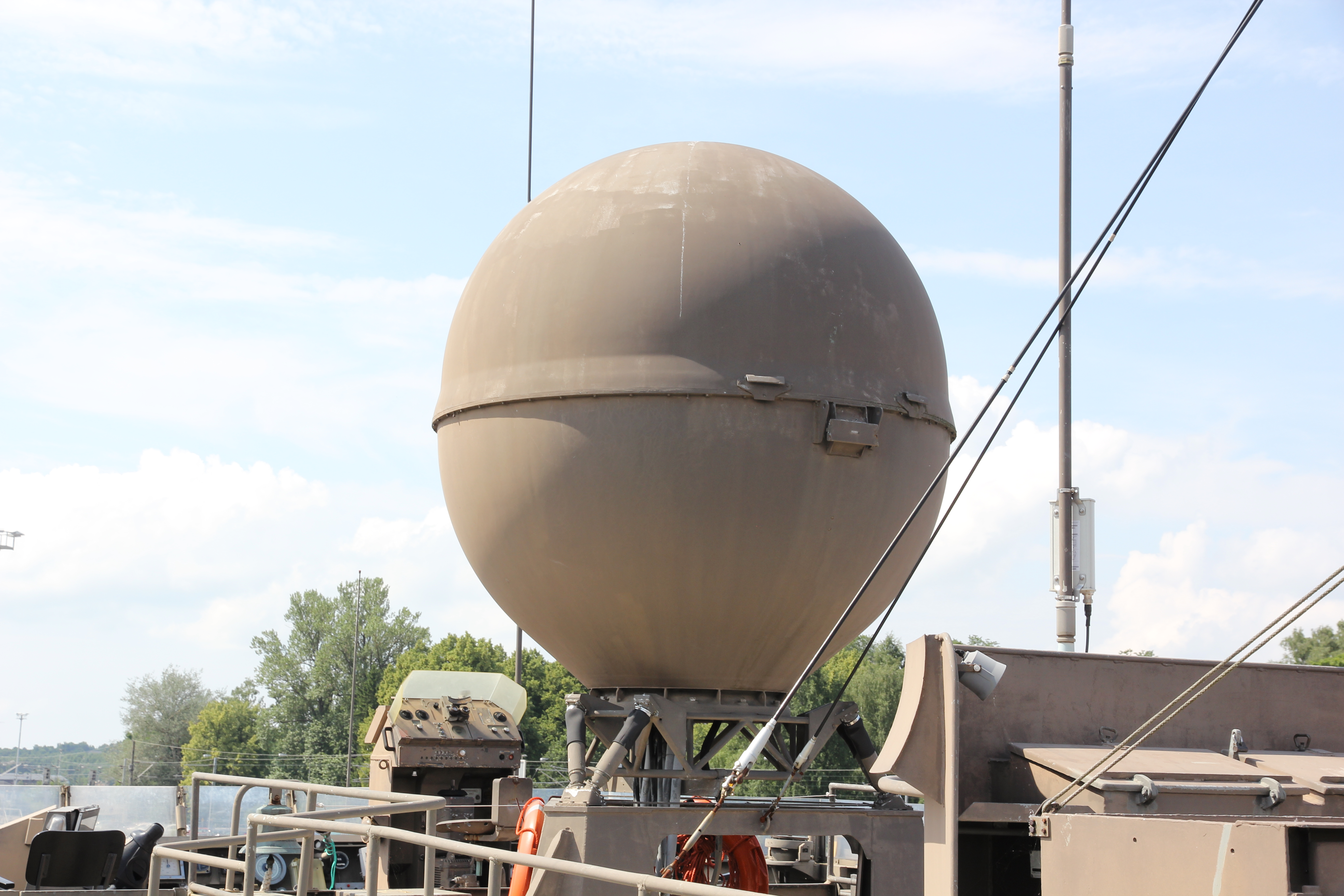
M22
フリゲートまでの大きさの艦に搭載することを想定して、単独で用いるほかに対空捜索レーダーと連接しても用いることもできる。2または3基の砲熕兵器を管制する能力を有しており、砲熕兵器2基の場合は空中目標と水上目標各1個、3基の場合は更に水上目標1個と交戦することができる。オペレータ2名または3名が配置される。
WM22
基本的にはM22と同様の交戦能力を有するが、中口径砲2基と小口径砲2基を同時に管制できる。また捕捉レーダーにはデジタル式のMTIを、追尾レーダーにはパルスドップラー処理を導入することができる。
WM24
WM22を元に対潜ロケット砲や魚雷の管制能力を付与したモデル。本シリーズのなかで唯一対潜戦に対応したモデルである。
WM25
フリゲートや駆逐艦への搭載を想定して、艦対空ミサイルの誘導のための連続波照射（CWI）機能を付与したモデル。またこれに加えて、2基の砲熕兵器を同時に管制することができる。オペレータ4または5名が配置される。なお、もっと小型の艦艇に搭載することもできるが、この場合は艦対空ミサイルの管制能力は削除される。
WM26
高速戦闘艇への搭載を想定したモデルで、本シリーズのなかで唯一GW01レーダーを使用している。これは捕捉レーダーのみを半球形レドームに収容したもので、戦闘機サイズの航空機を約15海里（28 km）、高度15,250 m（50,000フィート）で、艦船を約12海里（22 km）で探知することができる。1基の中口径砲を制御して1つの水上または陸上目標と交戦しながら、局所制御で動作する小口径対空砲に目標を指定することができる。また艦対艦ミサイルの目標探知にも使用される。
WM27
高速戦闘艇への搭載を想定したモデルだが、艦対空ミサイルのほかセミアクティブ・レーダー・ホーミング誘導の艦対艦ミサイルの運用も想定して、連続波照射（CWI）機能を付与されている。また魚雷2本を管制することもできる。
WM28
WM28をもとに駆逐艦への搭載を想定して強化したモデルで、魚雷の運用機能を削除するかわりに、2基目の砲熕兵器の管制能力が付与されている。

### アメリカ仕様
1964年、フォード・インストゥルメンツ社（後のスペリー社）がM22の製造ライセンスを取得した。これはアメリカ海軍においてMk.87として制式化され、アッシュヴィル級砲艇の1964年度計画艇のうち2隻（アンテロープ・レディ）に搭載された。
1971年5月、アメリカ海軍作戦部長（CNO）執行委員会は、当時計画されていた哨戒フリゲート（PF）にもMk.87を搭載することを決定したが、実際に建造されたオリバー・ハザード・ペリー級ミサイルフリゲートにおいては、より高性能なMk.92が搭載された。これはスペリー社によるWM28のライセンス生産版であり、WM28の卵型レドームはMk.53 CAS（Combined Antenna System）となったほか、砲とともにSM-1MR艦対空ミサイルの射撃指揮も行うため、Mk.86 GFCSで採用されていたAN/SPG-60に所定の改修を加えたうえでMk.53 STIR（Separate Target Illumination Radar）として組み込まれた。ペリー級の搭載システムでは、射撃計算などは艦のAN/UYK-7コンピュータで行っており、またCAS用にはMk.106、STIR用にはMk.107武器管制コンソールが配置された。オペレーターは4名が配置された。

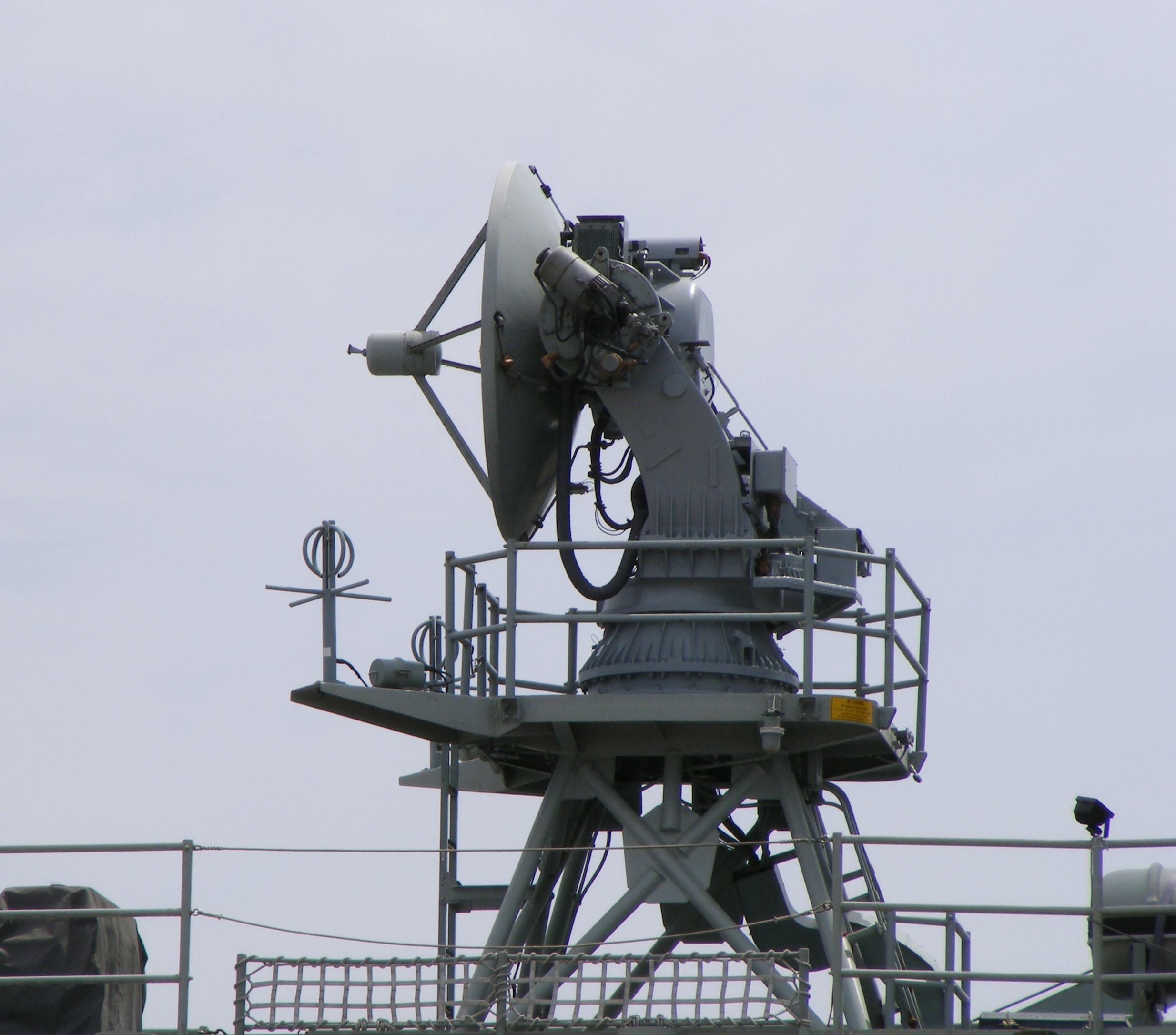
STIR

Mk.92には、下記のようなバリエーションがある。
Mod 0
海軍向けの最初期モデル。
Mod 1
沿岸警備隊向けとして、SAM誘導能力とSTIRを省いたモデル。
Mod 2
ペリー級ミサイルフリゲート向けのモデル。Mk.107コンソールを有し、対空用チャンネルが2つに増やされている。
Mod 5
バドル級コルベット向けのモデル。
Mod 6
Mod 2にCORT（Coherent Receiver Transmitter）を適用し、低空目標への対処能力などを強化した改良型。
Mod 12
Mod 6をもとにSM-2MRおよびESSMの運用に対応したモデル。中間指令誘導に対応し、また、VLSにも対応させることができる。
なお、米海軍のペリー級では、コスト低減のため、順次にSM-1MRの運用能力を撤去しているが、これに伴ってMk.92のSTIRも撤去されている。
| Mod番号 | AAW | ASuW | SAM誘導能力 |
| ------- | --- | ---- | ----------- |
| 0       | 1   | 2    | ○           |
| 1       | 1   | 2    |             |
| 2       | 2   | 2    | ○           |
| 5       | 1   | 2    |             |
| 6       | 2   | 2    | ○           |
| 12      | 2   | 2    | ○           |

## 採用国と搭載艦艇
- アメリカ海軍
  - アッシュヴィル級砲艇（英語版） - 一部にMk.87を搭載
  - ペガサス級ミサイル艇 - Mk.92
  - オリバー・ハザード・ペリー級ミサイルフリゲート - Mk.92
- アメリカ沿岸警備隊
  - ベア級カッター - Mk.92
  - ハミルトン級カッター - Mk.92
- アルゼンチン海軍
  - イントレピダ級魚雷艇（スペイン語版、英語版）（リュールセンTNC-45型 - WM22
  - エスポラ級コルベット（MEKO 140型） - WM22
  - アルミランテ・ブラウン級駆逐艦（MEKO 360型） - WM25
- イラン海軍
  - ラ・コンバタントII型ミサイル艇 - WM28
- インドネシア海軍
  - PB57型哨戒艇 - M22
  - マンダウ級ミサイル艇（英語版） - WM22
  - 練習艦「キ・ハジャル・デワンタラ」 - WM28
  - ファタヒラー級フリゲート - WM28
  - PSK MK.5型哨戒艇
- エジプト海軍
  - デスクビエルタ級コルベット - WM25
- オーストラリア海軍
  - アデレード級フリゲート - Mk.92
- オランダ海軍
  - トロンプ級フリゲート - WM25
  - コルテノール級フリゲート - WM25
- 海上自衛隊
  - しらね型護衛艦 - WM25[注 1]

- カナダ海軍
  - イロクォイ級ヘリコプター駆逐艦 - WM22
（TRUMP改修によりSTIR-180に換装）
- ギリシャ海軍
  - エリ級フリゲート - WM25
  - オスプレイ55型コルベット - WM25
- サウジアラビア海軍
  - バドル級コルベット - Mk.92
- シンガポール海軍
  - ソブリニティ級哨戒艇（ヴォスパー・ソーニクロフト110フィートB型） - WM26
  - シーウルフ級ミサイル艇（リュールセンFPB-45型） - WM28
- スウェーデン海軍
  - エルヴスボリ級機雷敷設艦 - M22
- スペイン海軍
  - サンタ・マリア級フリゲート（ペリー級国産版） - Mk.92
- タイ海軍
  - フリゲート「マクット・ラジャクマーン」 - WM22
  - PF-103級フリゲート - WM22
  - チョンブリー級哨戒艇 - WM22
  - ラタナコシン級コルベット - WM25
  - ラチャリット級ミサイル艇 - WM25
  - プラブラパク級ミサイル艇 - WM28
- 大韓民国海軍
  - 蔚山級フリゲート - WM28
  - 浦項級コルベット - WM28
- 中華民国（台湾）海軍
  - 成功級フリゲート（ペリー級国産版） - Mk.92

- ドイツ海軍
  - ツォーベル級魚雷艇 - M20
  - ブレーメン級フリゲート - WM25
  - アルバトロス級ミサイル艇 - WM27
  - ゲパルト級ミサイル艇 - WM27
- トルコ海軍
  - ヤウズ級フリゲート（MEKO 200型） - WM25
  - ドガン級ミサイル艇 - WM28
  - G級フリゲート（ペリー級中古艦） - Mk.92
- ナイジェリア海軍
  - ドリナ級コルベット（ヴォスパー・ソーニクロフトMk.3） - M22
  - エリンミ級コルベット（ヴォスパー・ソーニクロフトMk.9） - WM24
  - アラドゥ（MEKO 360型） - WM25
  - エペイ級哨戒艇（リュールセンFPB-57型） - WM28
- ノルウェー海軍
  - ストルム級ミサイル艇 - WM26
- バングラデシュ海軍
  - メグナ級哨戒艇 - WM28
- フィリピン海軍
  - デル・ピラール級哨戒艦（ハミルトン級中古艦） - Mk.92
- フィンランド海軍
  - トゥルンマー級コルベット - M22
- ベルギー海軍
  - ウィーリンゲン級フリゲート - WM25
- マレーシア海軍
  - フリゲート「ラフマト」 - M22
  - カスツーリ級フリゲート - WM22
- モロッコ海軍
  - フロレアル級フリゲート - WM28